# Dorota Wojnowska
Dorota Wojnowska, z domu Kucharska, primo voto Lewandowska (ur. 14 kwietnia 1961 w Bydgoszczy) – polska chórmistrzyni, pedagog, doktor sztuk muzycznych, jurorka festiwali i przeglądów chóralnych.

## Życiorys
Ukończyła Państwowe Liceum Muzyczne w Bydgoszczy, gdzie kształciła się, w klasie fortepianu i rytmiki. Następnie studiowała w Akademii Muzycznej im. Ignacego Jana Paderewskiego w Poznaniu, gdzie w 1985 roku ukończyła studia na Wydziale Wychowania Muzycznego ze specjalnością chóralistyki. W 2001 roku uzyskała kwalifikacje I stopnia uprawniające do prowadzenia zespołów wokalnych i wokalno-instrumentalnych, równoważne ze stopniem doktora sztuk muzycznych.
W swojej karierze zawodowej pracowała m.in. jako nauczycielka muzyki i wiedzy o kulturze, w Gimnazjum Dwujęzycznym i Liceum im. Karola Marcinkowskiego w Poznaniu (1987–2010), a także jako nauczycielka i dyrygentka w Poznańskiej Szkole Chóralnej Jerzego Kurczewskiego (2008–2017). Prowadziła zajęcia w zakresie emisji głosu m.in. na Uniwersytecie im. Adama Mickiewicza oraz w Wyższej Szkole Pedagogiki i Administracji w Poznaniu. Była założycielką, kierownikiem artystycznym i dyrygentką wielu zespołów, w tym chóru Canticum Novum (1990–2010; do 2001 roku działającego pod nazwą Marcinek Singers), zespołu wokalnego Animato (1995–2001), chóru gimnazjalnego Prima Volta (2002–2004), Chóru Dziewczęcego PSChJK (2008–2017) oraz zespołu wokalnego Akrywima (2013–2017). Od 2017 roku pełni funkcję kierownika artystycznego i dyrygentki Żeńskiego Chóru Kameralnego – „Di Nuovo” w Poznaniu.
Wielokrotnie nagradzana zarówno indywidualnie, jak i za osiągnięcia artystyczne zespołów, które prowadziła – w Polsce i za granicą. Otrzymała m.in. Odznakę Honorową „Zasłużony dla Kultury Polskiej” (2025), Nagrodę Ministra Edukacji Narodowej za wybitne osiągnięcia w pracy dydaktycznej i wychowawczej (2004), Medal Komisji Edukacji Narodowej (2002) oraz Brązowy Krzyż Zasługi (1996). Zdobyła także liczne nagrody Prezydenta Miasta Poznania i dyplomy uznania za działalność dydaktyczną i artystyczną.

## Nagrody i wyróżnienia
- 1995 – Srebrny Kamerton dla chóru Marcinek Singers w XV Ogólnopolskim Konkursie Chórów a Cappella Dzieci i Młodzieży w Bydgoszczy[11]
- 1997 – Srebrny Kamerton dla chóru Marcinek Singers w XVII Ogólnopolskim Konkursie Chórów a Cappella Dzieci i Młodzieży w Bydgoszczy[12]
- 2000 – 2 Srebrne Dyplomy dla zespołu wokalnego Animato i Brązowy Dyplom dla chóru Marcinek Singers na I Olimpiadzie Chóralnej w Linz (Austria)[13]
- 2002 – Złoty Kamerton oraz oraz nagroda Marszałka Województwa Kujawsko-Pomorskiego dla chóru Canticum Novum w XXII Ogólnopolskim Konkursie Chórów a Cappella Dzieci i Młodzieży w Bydgoszczy[14]
- 2010 – I miejsce Chóru Dziewczęcego PSChJK na XIII Łódzkim Festiwalu Chóralnym "Cantio Lodziensis"[15][16]
- 2011 – Złoty Dyplom dla Chóru Dziewczęcego PSChJK w I Ogólnopolskim Konkursie Chórów Szkół Muzycznych „Warszawska Wiosna Chóralna”[15]
- 2011 – Srebrny Dyplom dla Chóru Dziewczęcego PSChJK w V Ogólnopolskim Konkursie Pieśni Pasyjnej w Bydgoszczy[15]
- 2013 – I miejsce (Złoty Dyplom) Chóru Dziewczęcego PSChJK i wyróżnienie dla Dyrygenta na II Gdańskim Międzynarodowym Festiwalu Chóralnym[17]
- 2013 – Złoty Dyplom i Nagroda Specjalna dla Chóru Dziewczęcego PSChJK za najlepsze wykonanie muzyki dawnej w II Ogólnopolskim Konkursie Chórów Szkół Muzycznych „Warszawska Wiosna Chóralna”[15]
- 2013 – Nagroda Główna i Złoty Dyplom dla Chóru Dziewczęcego PSChJK na IV Krakowskim Festiwalu Pieśni Adwentowej i Bożonarodzeniowej[18][15][19]
- 2013 – Złote Pasmo (I miejsce) dla zespołu wokalnego Akrywima oraz Złote Pasmo dla zespołu Malmanataga w I Ogólnopolskim Konkursie Zespołów Wokalnych w Poznaniu[20][15]
- 2014 – Złoty Dyplom i Nagroda Specjalna dla Chóru Dziewczęcego PSChJK w VI Ogólnopolskim Konkursie Chóralnym „Ars Liturgica” w Gnieźnie[15]
- 2014 – Złoty Dyplom i Nagroda Specjalna za kreację artystyczną dla zespołu wokalnego Akrywima w VI Ogólnopolskim Konkursie Chóralnym „Ars Liturgica” w Gnieźnie[15]
- 2015 – Grand Prix, Złoty Puchar „OTTIMO” i Nagroda za najlepsze wykonanie utworu obowiązkowego dla Chóru Dziewczęcego PSChJK oraz Nagroda dla Najlepszego Dyrygenta na XXVI Międzynarodowym Konkursie Chóralnym w Weronie (Włochy)[1][21][22]
- 2015 – Grand Prix oraz Nagroda Ministra Kultury i Dziedzictwa Narodowego dla zespołu wokalnego Akrywima na XXVII Międzynarodowym Festiwalu Muzyki Religijnej im. Ks. Stanisława Ormińskiego w Rumi[23]
- 2016 – I miejsce i Puchar Kuratora Oświaty Województwa Łódzkiego dla Chóru Dziewczęcego PSChJK na XXIX Łódzkim Festiwalu Chóralnym „Cantio Lodziensis”[24]
- 2019 – Złoty Dyplom dla Żeńskiego Chóru Kameralnego Di Nuovo na VI Rzeszowskim Festiwalu Kolęd i Pastorałek[6][25]
- 2020 – Grand Prix oraz Złote Pasmo dla Żeńskiego Chóru Kameralnego Di Nuovo w XV Ogólnopolskim Konkursie Kolęd i Pastorałek w Chełmnie[6][26]
- 2022 – III miejsce Żeńskiego Chóru Kameralnego Di Nuovo w kategorii chórów świeckich na VI Ogólnopolskim Festiwalu Pieśni Religijnej „Pater Noster” w Strzepczu[6]
- 2022 – Srebrny Dyplom dla Żeńskiego Chóru Kameralnego Di Nuovo w V Ogólnopolskim Konkursie Muzyki Sakralnej „Nadzieja w Chórze” w Tykocinie[6][27]
- 2023 – Zwycięstwo w kategorii chórów żeńskich i Złoty Dyplom dla Żeńskiego Chóru Kameralnego Di Nuovo na X Międzynarodowym Festiwalu Chóralnym „Per Musicam Ad Astra” w Toruniu[28]
- 2023 – Złoty Dyplom, Nagroda za Radość Muzykowania oraz Nagroda Specjalna (złoty bilet) przyznane Żeńskiemu Chórowi Kameralnemu Di Nuovo w Ogólnopolskim Konkursie Chóralnym w ramach Ogólnopolskiego Forum Chóralistyki „Wrocław Miastem Muzyki” we Wrocławiu[29]
- 2024 – Srebrny Dyplom, Dyplom Zwycięzcy w Kategorii oraz Statuetka Konkursu dla Żeńskiego Chóru Kameralnego Di Nuovo w VI Ogólnopolskim Konkursie i Festiwalu Chóralnym „Musica in Urbe” w Bydgoszczy[30]
- 2024 – Srebrny Dyplom dla Żeńskiego Chóru Kameralnego Di Nuovo na XIII Krakowskim Festiwalu Pieśni Adwentowych i Bożonarodzeniowych[31]

## Odznaczenia
- 1996 – Brązowy Krzyż Zasługi[10]
- 2002 – Medal Komisji Edukacji Narodowej[1]
- 2025 – Odznaka Honorowa „Zasłużony dla Kultury Polskiej”[9]

## Dyskografia
|    | Tytuł płyty                            | Rok  | Wydawca           | Chór występujący                                                                            |
| -- | -------------------------------------- | ---- | ----------------- | ------------------------------------------------------------------------------------------- |
| 1. | Animato-Marcinek Singers               | 2001 | Acoustic Studio   | Zespół wokalny Animato, Marcinek Singers                                                    |
| 2. | Plaisir d'Amour                        | 2004 |                   | Canticum Novum                                                                              |
| 3. | Czy to szczotka, czy to jeż?           | 2010 | Encore production | Chór Dziewczęcy Poznańskiej Szkoły Chóralnej Jerzego Kurczewskiego                          |
| 4. | Ponad czasem, ponad ziemią             | 2012 | Encore production | Chór Dziewczęcy Poznańskiej Szkoły Chóralnej Jerzego Kurczewskiego                          |
| 5. | Kantyczka… Polskie kolędy i pastorałki | 2015 |                   | Zespół wokalny Akrywima, Chór Dziewczęcy Poznańskiej Szkoły Chóralnej Jerzego Kurczewskiego |